# Brattöns naturreservat
Brattöns naturreservat omfattar nästan hela ön Brattön samt vattnet däromkring. Ön ligger i Solberga socken i Kungälvs kommun i södra Bohuslän. 
Brattön ligger i södra delen av Hakefjorden nära öarna Lövön och Älgön. Högsta punkten på Brattön (131 m ö.h.) kallas Blåkullen.
Området ingår i Natura 2000, EU:s ekologiska nätverk av skyddade områden. Reservatet inrättades 1973, det omfattar omkring 147 hektar och förvaltas av Västkuststiftelsen.